# Mehely's hoefijzerneus
Mehely's hoefijzerneus (Rhinolophus mehelyi) is een vleermuis uit het geslacht der hoefijzerneuzen (Rhinolophus). Hij heeft een grijsbruine vacht, met een witte buik. Er loopt een duidelijk scheidslijn tussen de boven- en onderzijde. Een masker van donkere grijsbruine haren loopt om zijn ogen. De oren en brede vleugels zijn grijsbruin. Hij heeft een spanwijdte van 330 tot 340 millimeter, een kop-romplengte van 55 tot 64 millimeter, een staartlengte van 24-29 millimeter en een gewicht van 10 tot 28 gram.
Er is weinig over deze soort bekend. Mehely's hoefijzerneus is een grotbewoner, die leeft in karstgebieden, nabij water. Hij komt tot 500 meter hoogte voor, maar is in Spanje een enkele keer op 1200 meter hoogte aangetroffen. In Europa komt hij vooral voor in Spanje en Portugal, maar hij wordt ook aangetroffen in Zuid-Frankrijk, de Mediterrane kust van Marokko tot Libië, Sardinië, Corsica, Sicilië, Zuid-Italië, de Balkan en Turkije. Zuidwaarts komt hij voor tot Israël, en oostwaarts tot Afghanistan.
In grotten leeft het dier met zo'n 2000 dieren. Soms deelt hij een verblijf met andere hoefijzerneuzen, kleine vale vleermuizen en langvleugelvleermuizen. Als hij aan het plafond van de grot hangt, wordt het lichaam niet volledig omhuld door de vleugels. 's Avonds komt hij tevoorschijn. Hij jaagt laag bij de grond op nachtvlinders als nachtuiltjes en andere insecten. Vaak jaagt hij over hellingen, maar soms ook bij struiken en bomen, en waarschijnlijk ook op de grond. De hoefijzerneus krijgt maar één jong per worp. Eind juli kunnen de jongen vliegen. De hoefijzerneuzen zijn geslachtsrijp als ze een jaar of twee, drie zijn. Gemiddeld worden de dieren niet veel ouder, een jaar of 2½, 3, maar de soort kan 12 jaar oud worden.